# Butea buteiformis
Butea buteiformis là một loài thực vật có hoa trong họ Đậu. Loài này được (Voigt) Mabb. miêu tả khoa học đầu tiên năm 1980.